# Brian Walsh (Richter)
Brian Cathal Patrick Walsh (* 23. März 1918 in Dublin; † 9. März 1998 in Bray, County Wicklow, Irland) war ein irischer Jurist. Von Dezember 1980 bis zum 9. März 1998 war er Richter am Europäischen Gerichtshof für Menschenrechte (EGMR) in Straßburg.

## Leben und Wirken
Walsh studierte Politik- und Rechtswissenschaften am University College Dublin. Nach seiner Ausbildung am King’s Inns wurde er 1941 zur Rechtsanwaltschaft zugelassen. Er hielt Vorlesungen in Rechtswissenschaften an der Maynooth University und am University College Dublin. Er war einer der Strafverteidiger von Michael Manning, der der letzte Hingerichtete in Irland war (April 1954). Im Juni 1959 wurde er zum Richter am High Court ernannt. Mit dem 2. Mai 1961 wurde er Richter am Supreme Court. In der bekannten Entscheidung Byrne v. Ireland erklärte er, dass die Regel The King could do no wrong in einer Republik keinen Platz habe und damit der Staat auch haftbar für Regelbrüche bzw. unerlaubte Handlungen sei (1972). 1975 wurde er Präsident der irischen Law Reform Commission als unabhängiger Kommission zur Erarbeitung von Gesetzesvorschlägen. 1990 trat er aus Altersgründen beim Supreme Court zuürck.
Am Europäischen Gerichtshof für Menschenrechte fiel er durch seine konservativen Standpunkte auf, u. a. dass das Recht auch moralische Normen stützen müsse. Bis zu seinem Tod 1998 blieb er Richter am EGMR.
1944 heiratete er Noreen Joyce, mit der er vier Töchter und einen Sohn hatte.